# Upwey, England
Upwey är en ort i civil parish Weymouth, i kommunen Dorset, i grevskapet Dorset, i England. Upwey var en civil parish fram till 1933 när blev den en del av Weymouth, Bincombe och Chickerell. Civil parish hade 910 invånare år 1931. Byn nämndes i Domedagsboken (Domesday Book) år 1086, och kallades då Waia.